# Cancale
Cancale település Franciaországban, Ille-et-Vilaine megyében. Lakosainak száma 5554 fő (2022. január 1.). Cancale Saint-Coulomb és Saint-Méloir-des-Ondes községekkel határos.

## Fekvése
Saint-Malo-tól északkeletre fekvő település.

## Története
Az osztrigatelepeiről híres Cancale és környékén már a paleolit kor óta megtelepedett az ember, de későbbi időkből a gall-római jelenlétnek is nyomai maradtak, valamint a vikingek pusztításainak is: 996-ban kifosztották Cancale templomát is. A település első okleveles említése azonban 1032-ből való.
Cancale a tizenegyedik századtól híres volt a tőkehal-halászatáról, osztrigatelepeiről is. Az évenkénti osztrigahalászatot (osztrigakotrást) 1787-től rendelet szabályozza. Évente minden tavasszal Húsvét körül, kb. 15 napon át végeznek úszódarus osztrigakotrást.
A második világháború előttig motor nélküli hajókkal hajóztak, majd helyükre motoros halászhajók (hajók és kenuk) kerültek. A tengerészek minden nap figyelemmel kísérik a korlátozott halászati időt, mely általában reggel 6 órától 18 óráig tart.

## Galéria

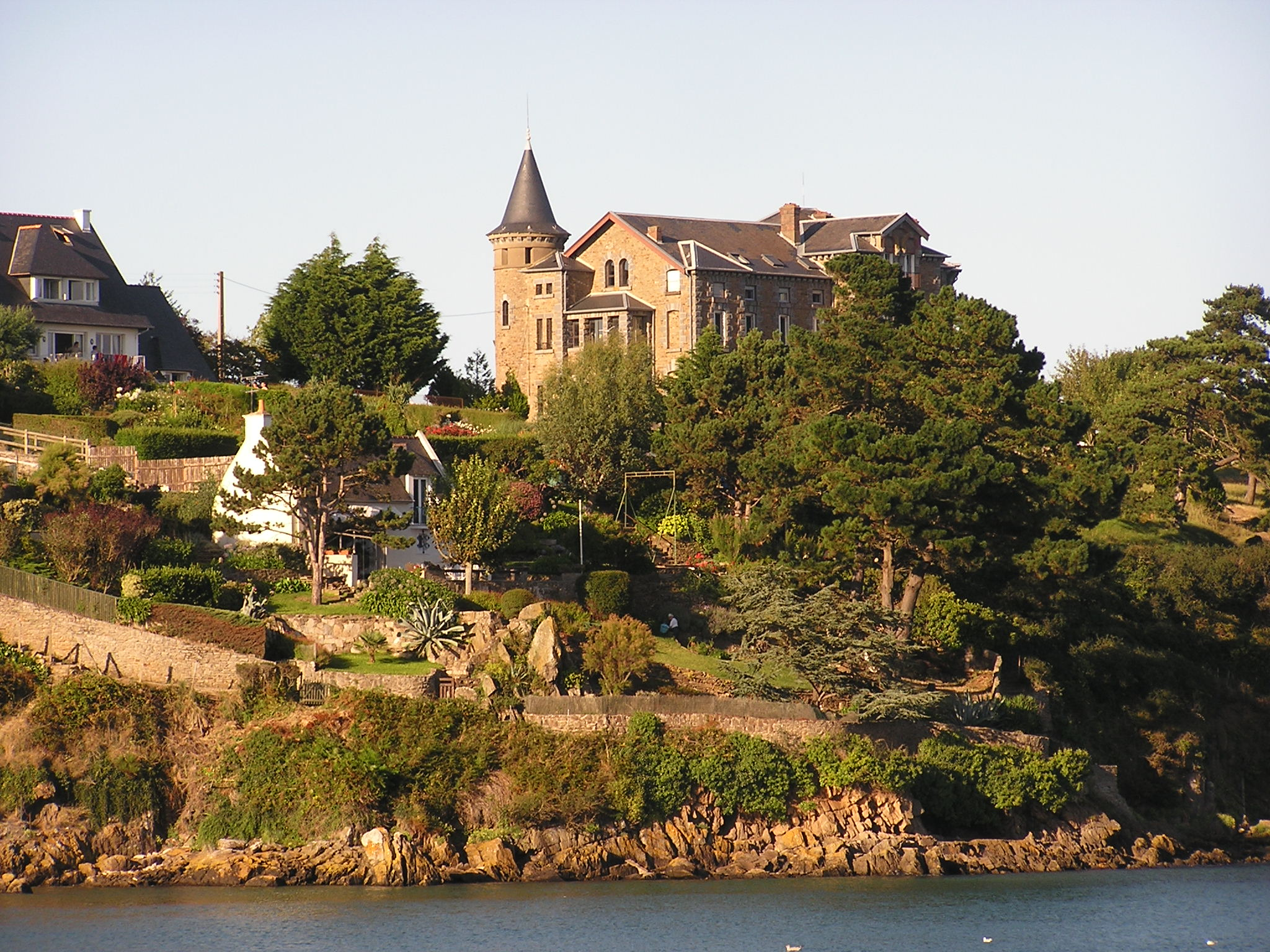
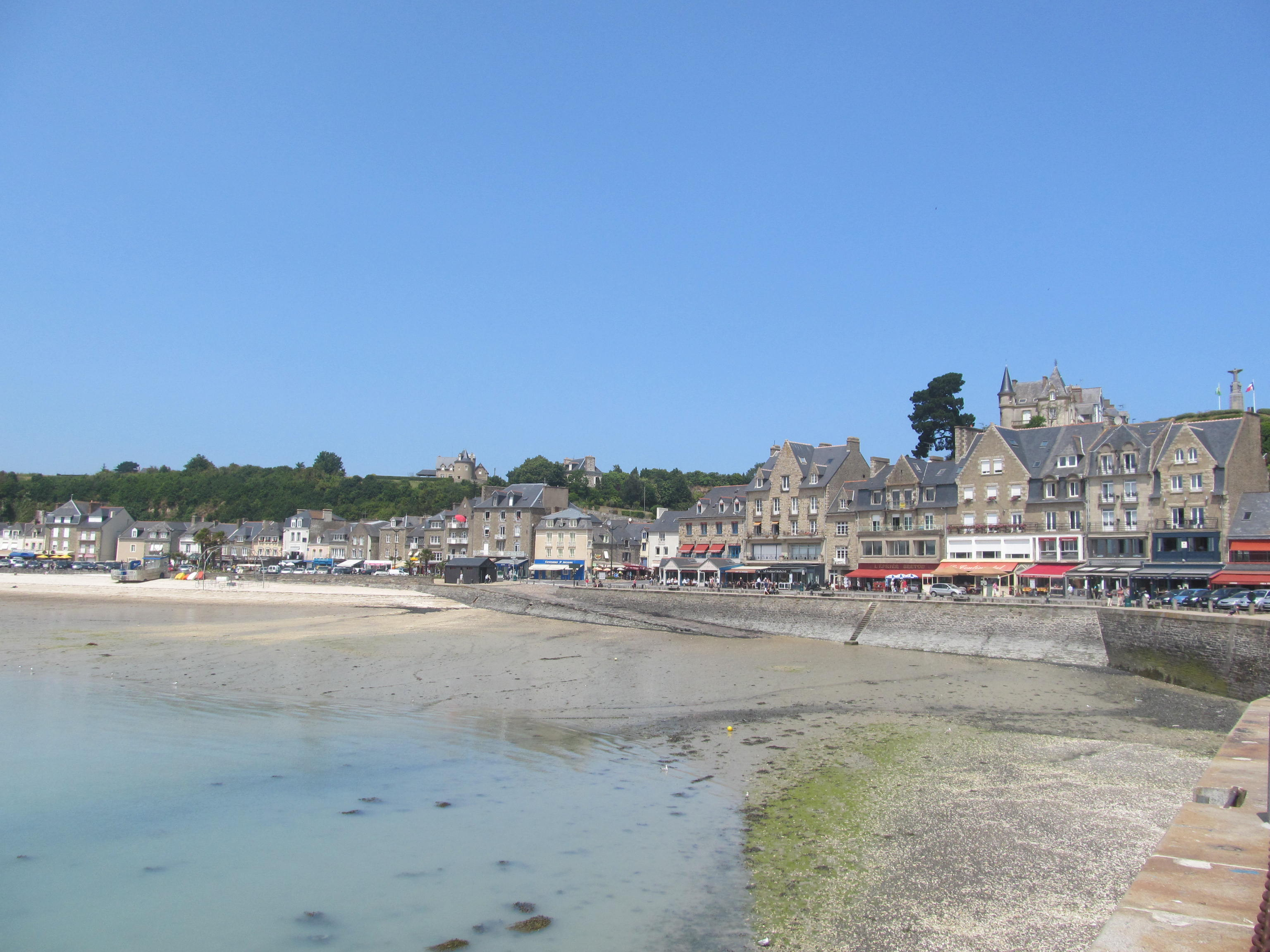
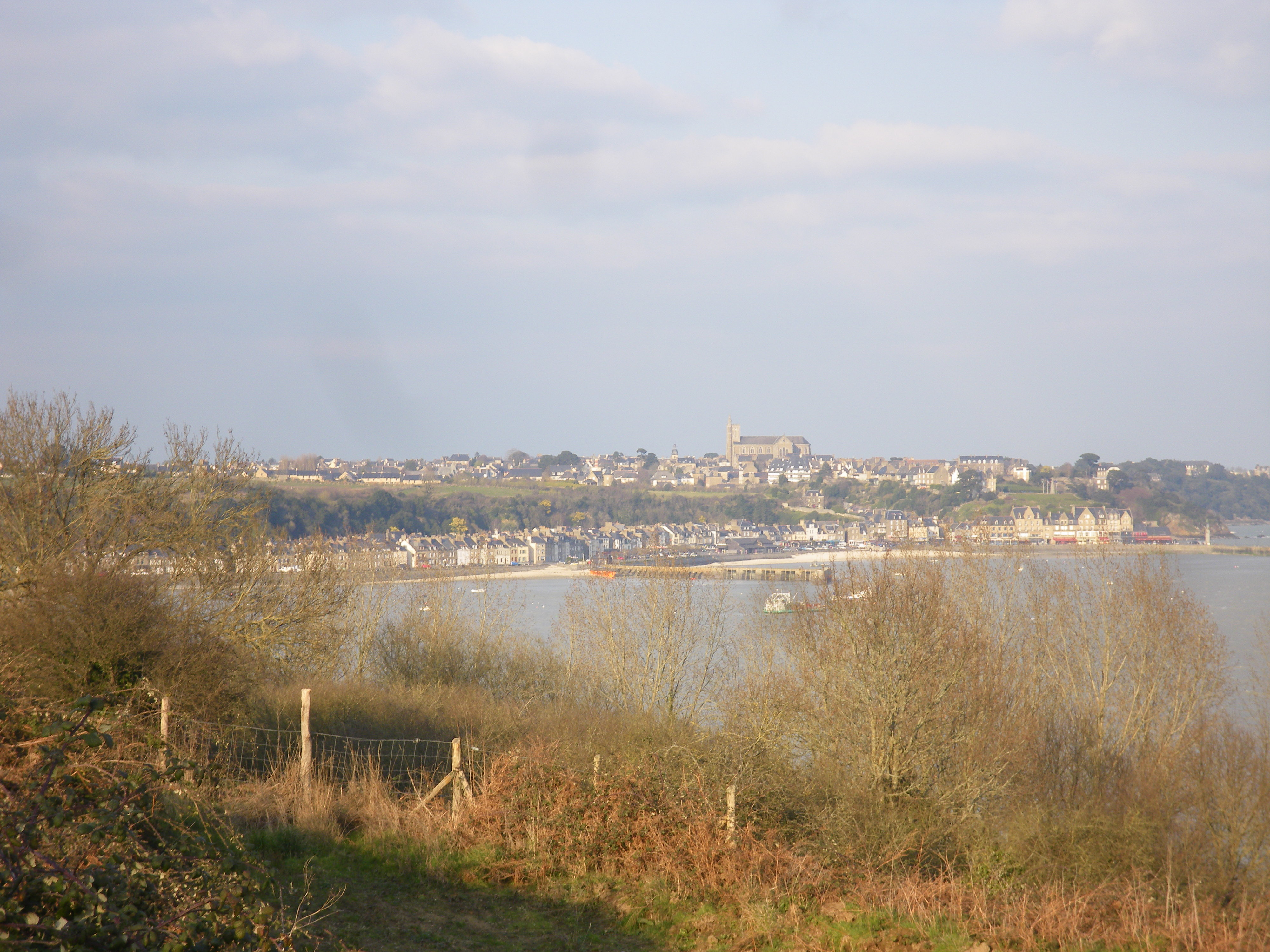
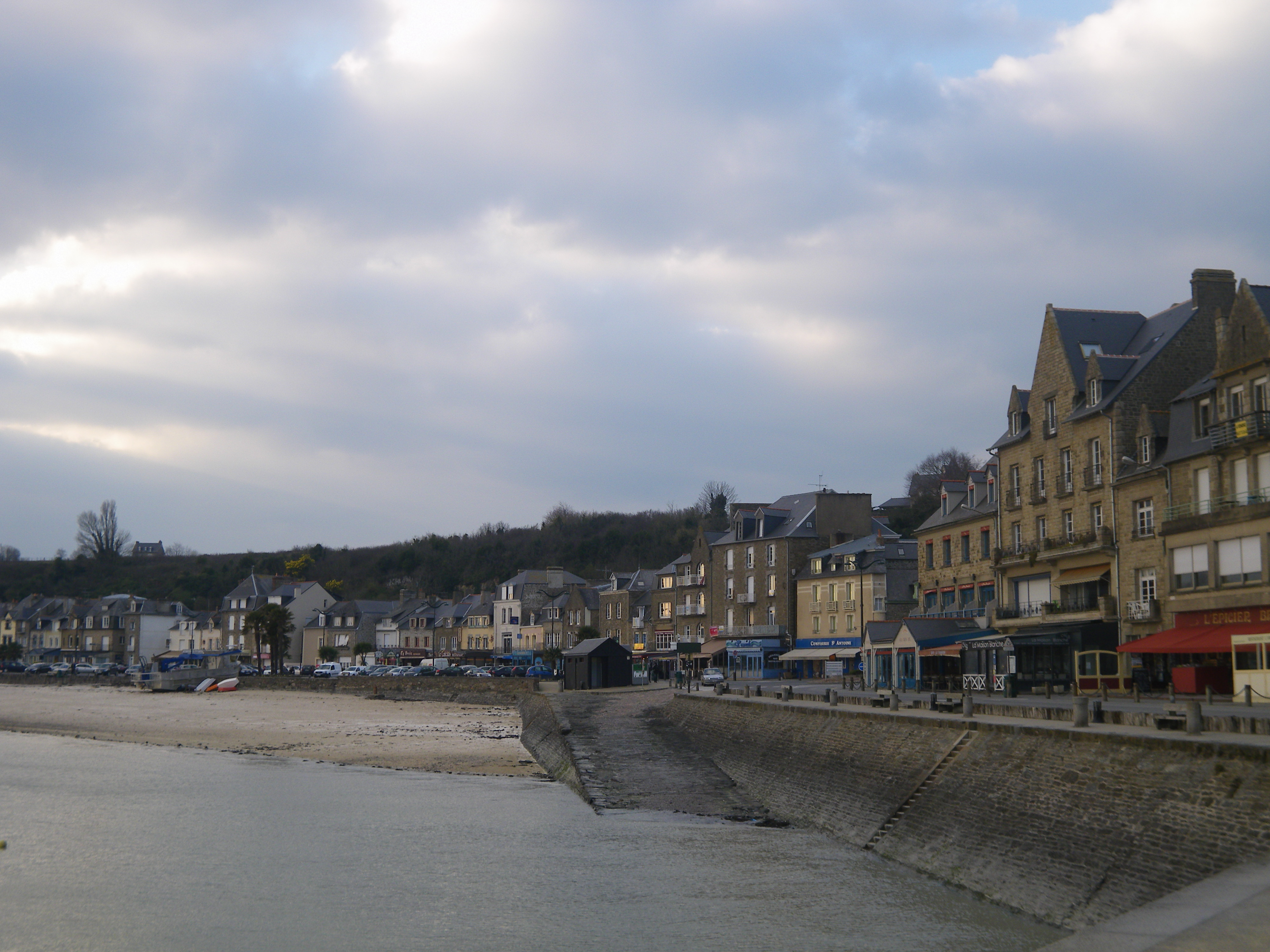
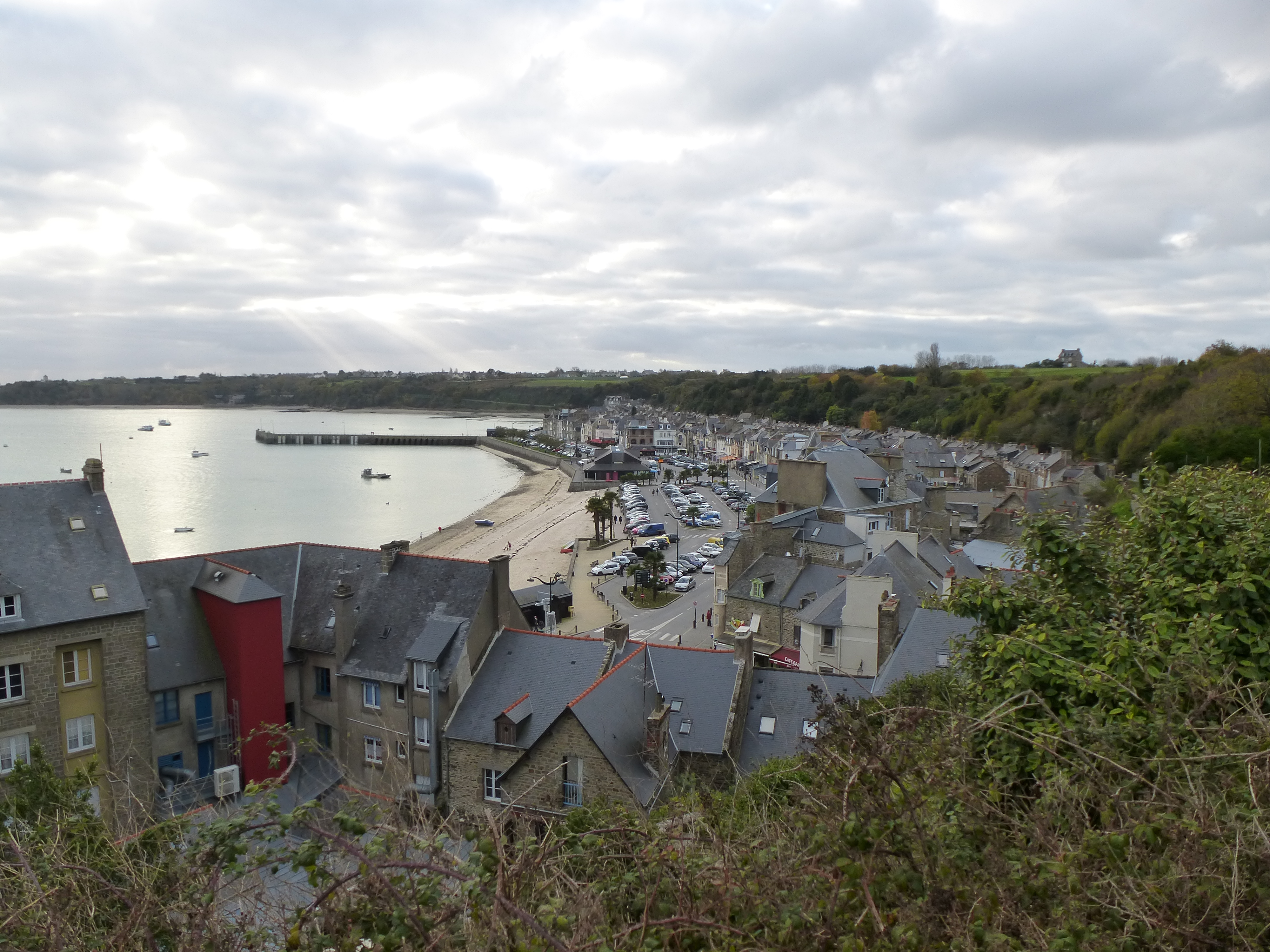
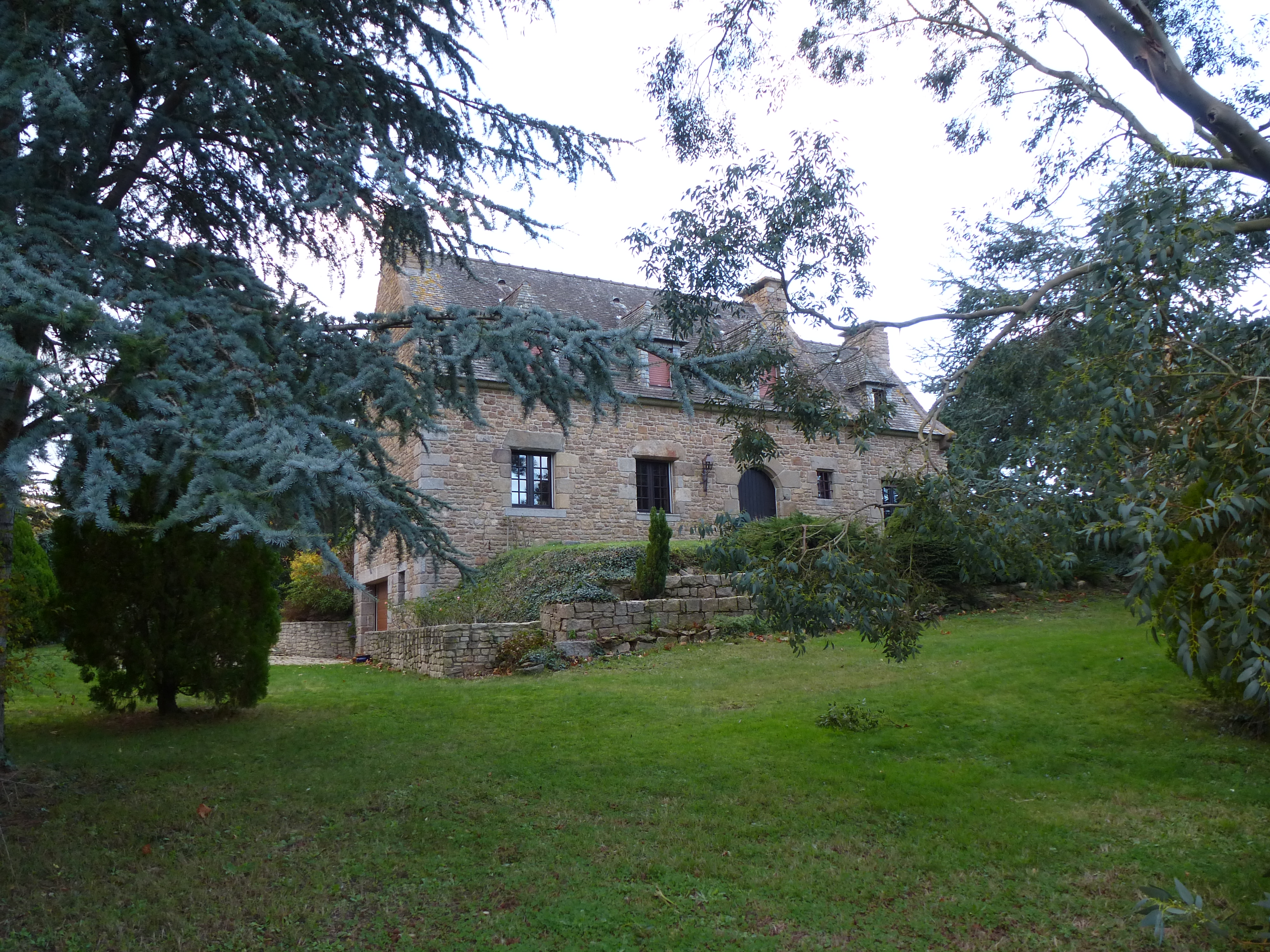
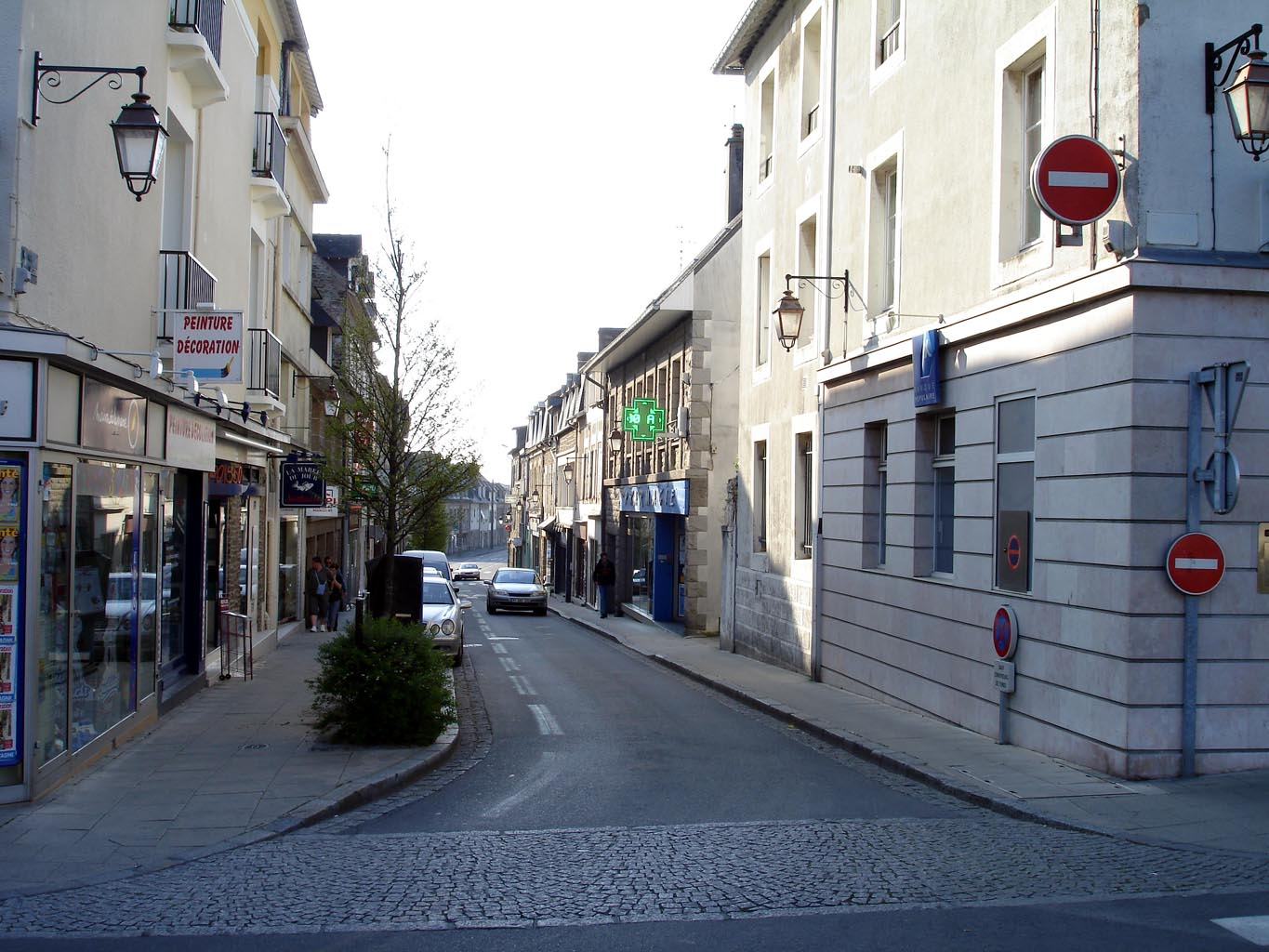
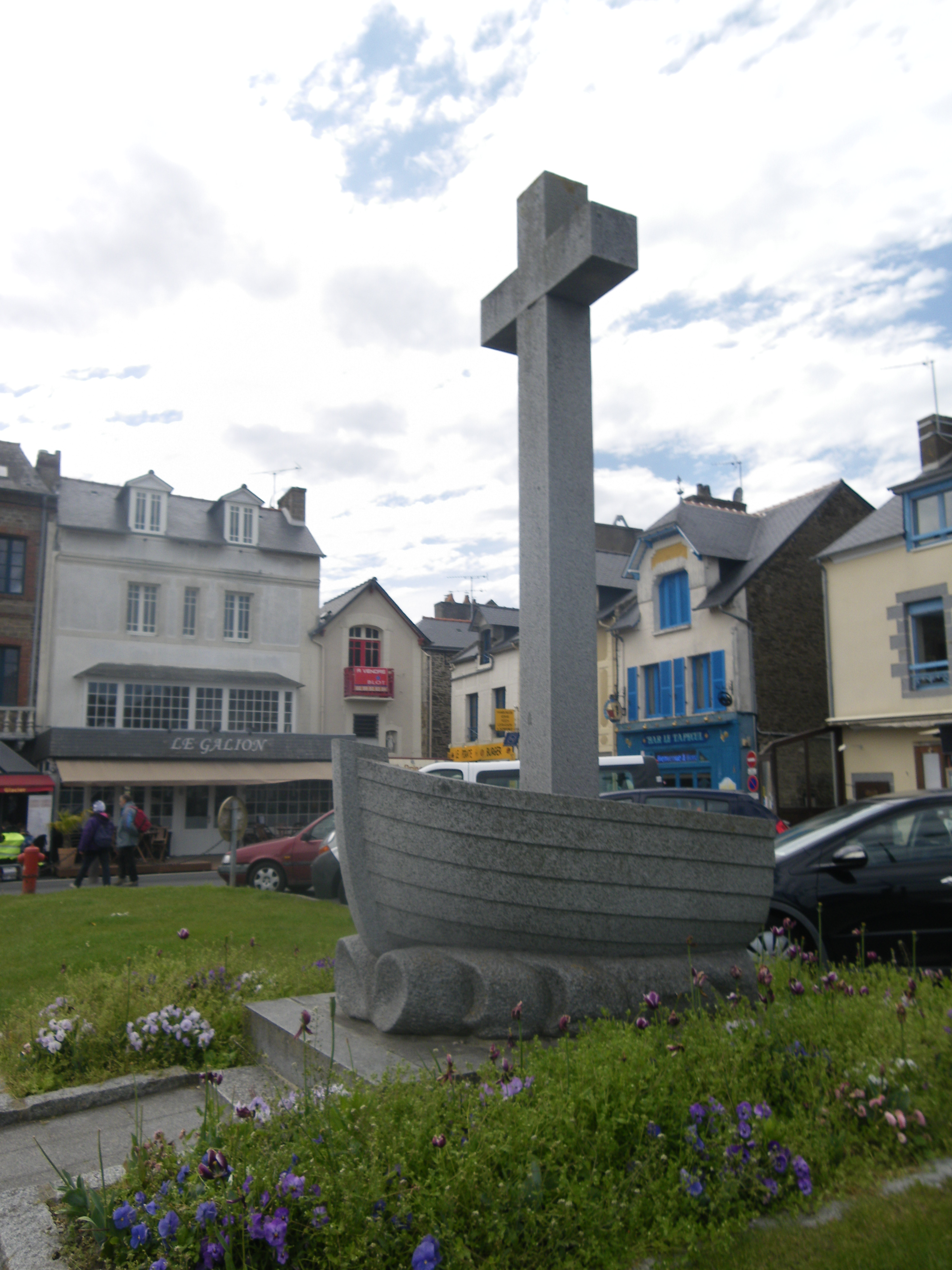
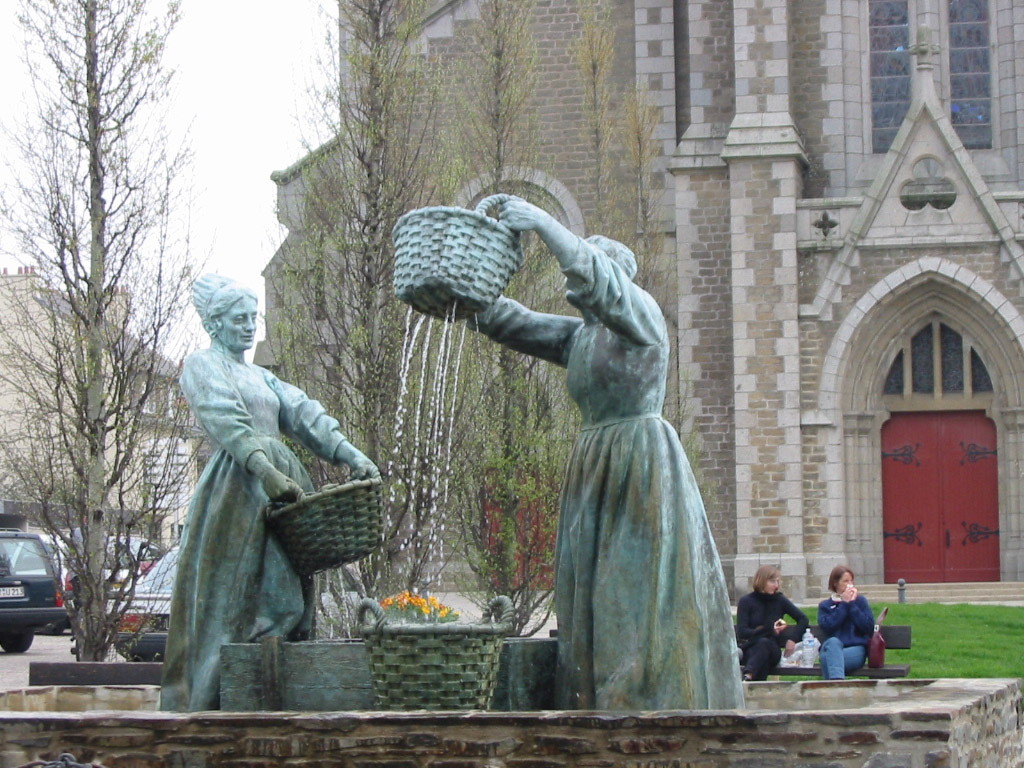
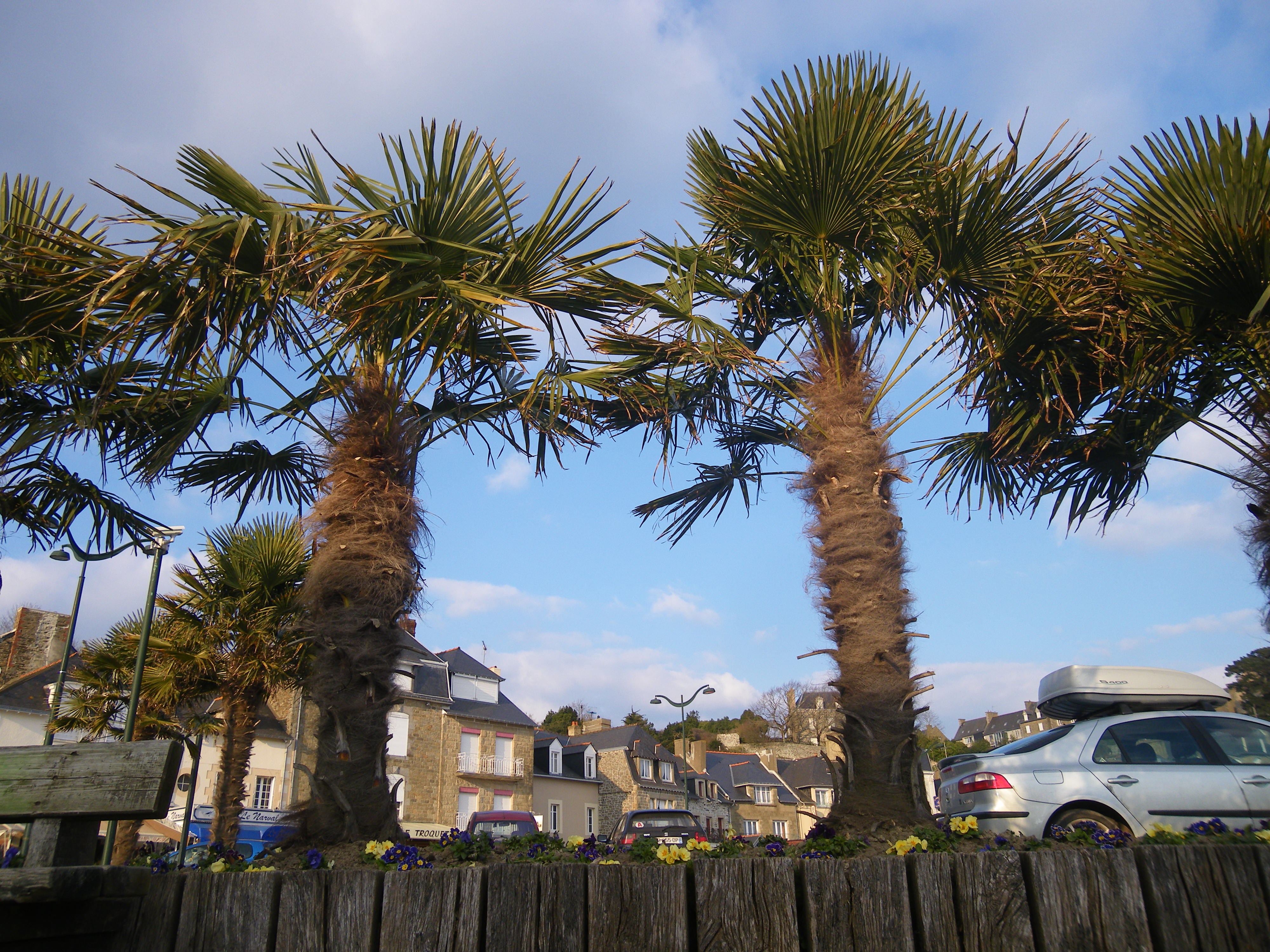
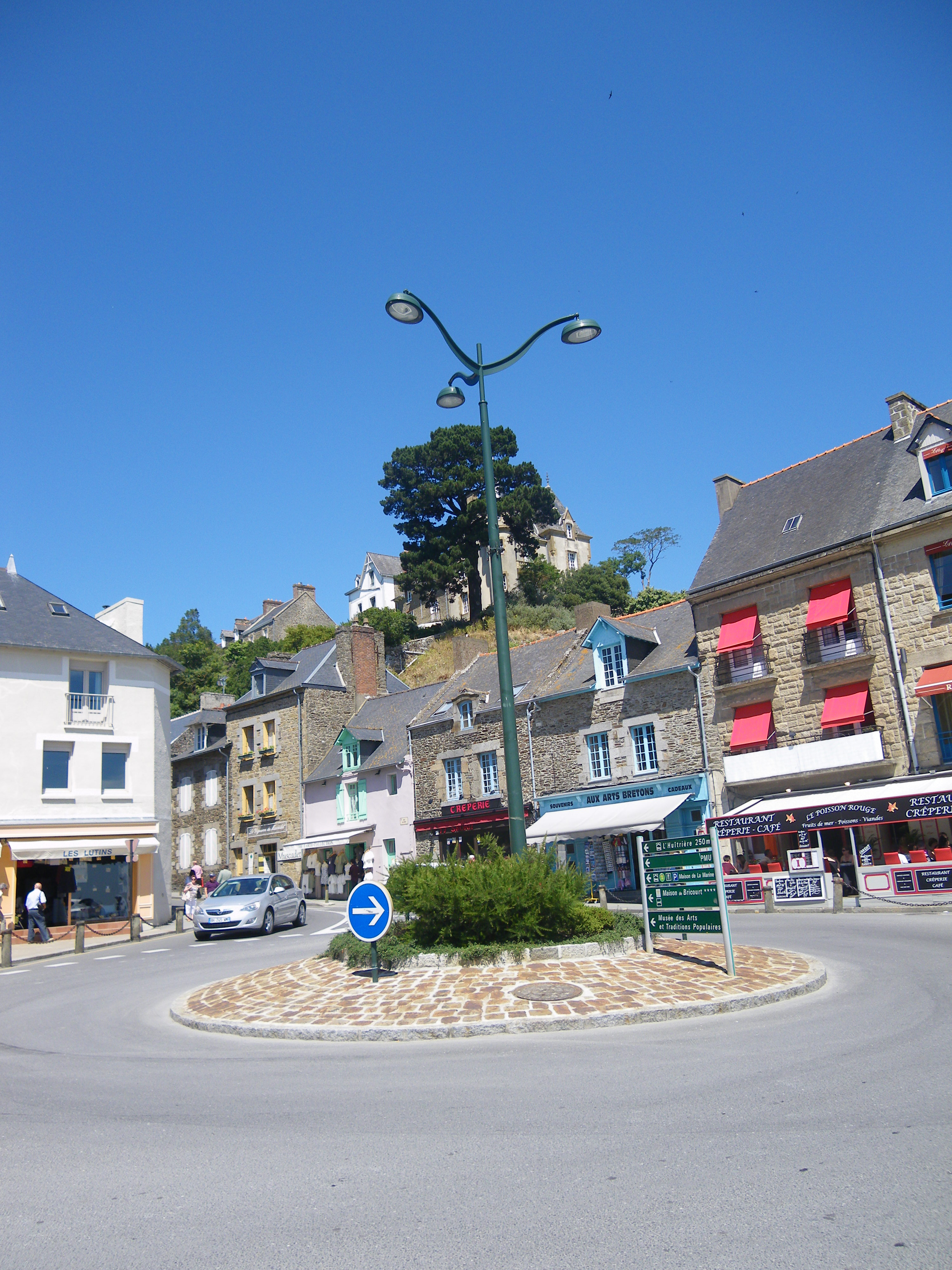
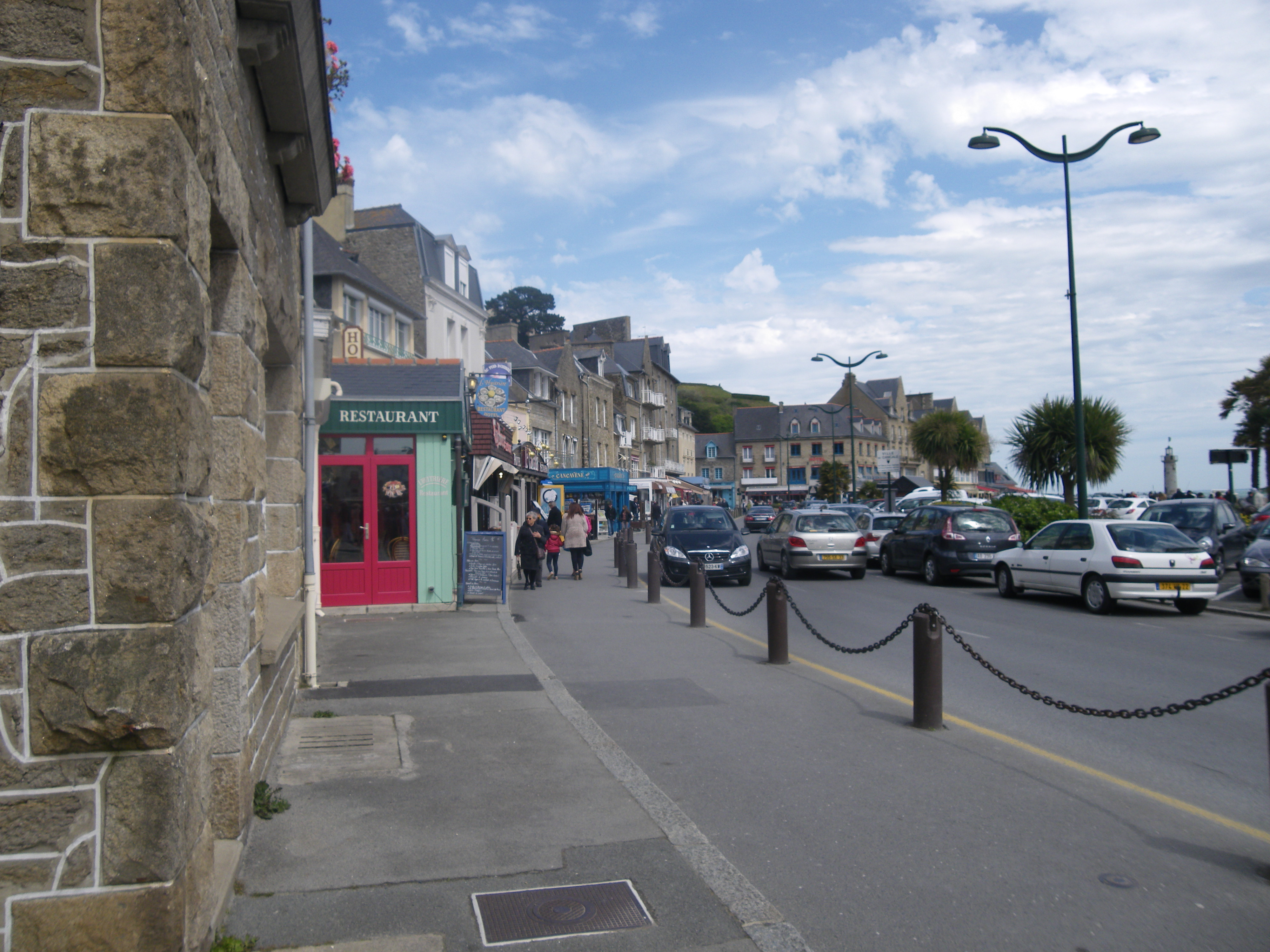
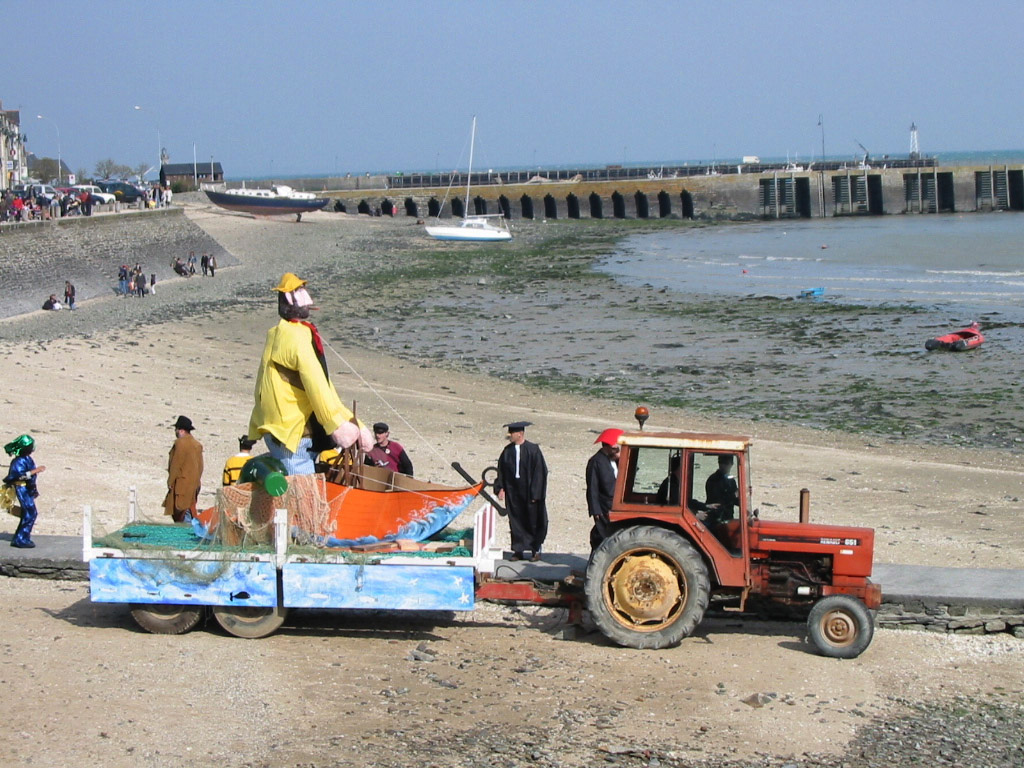
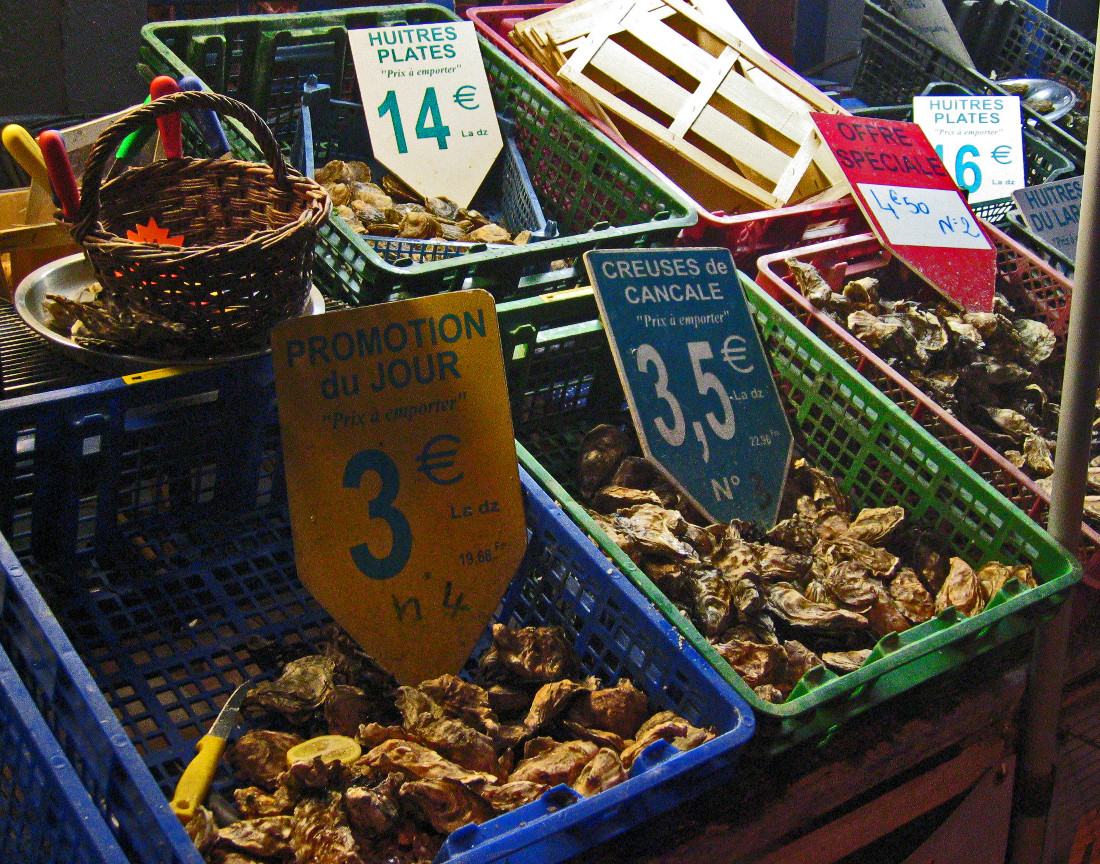
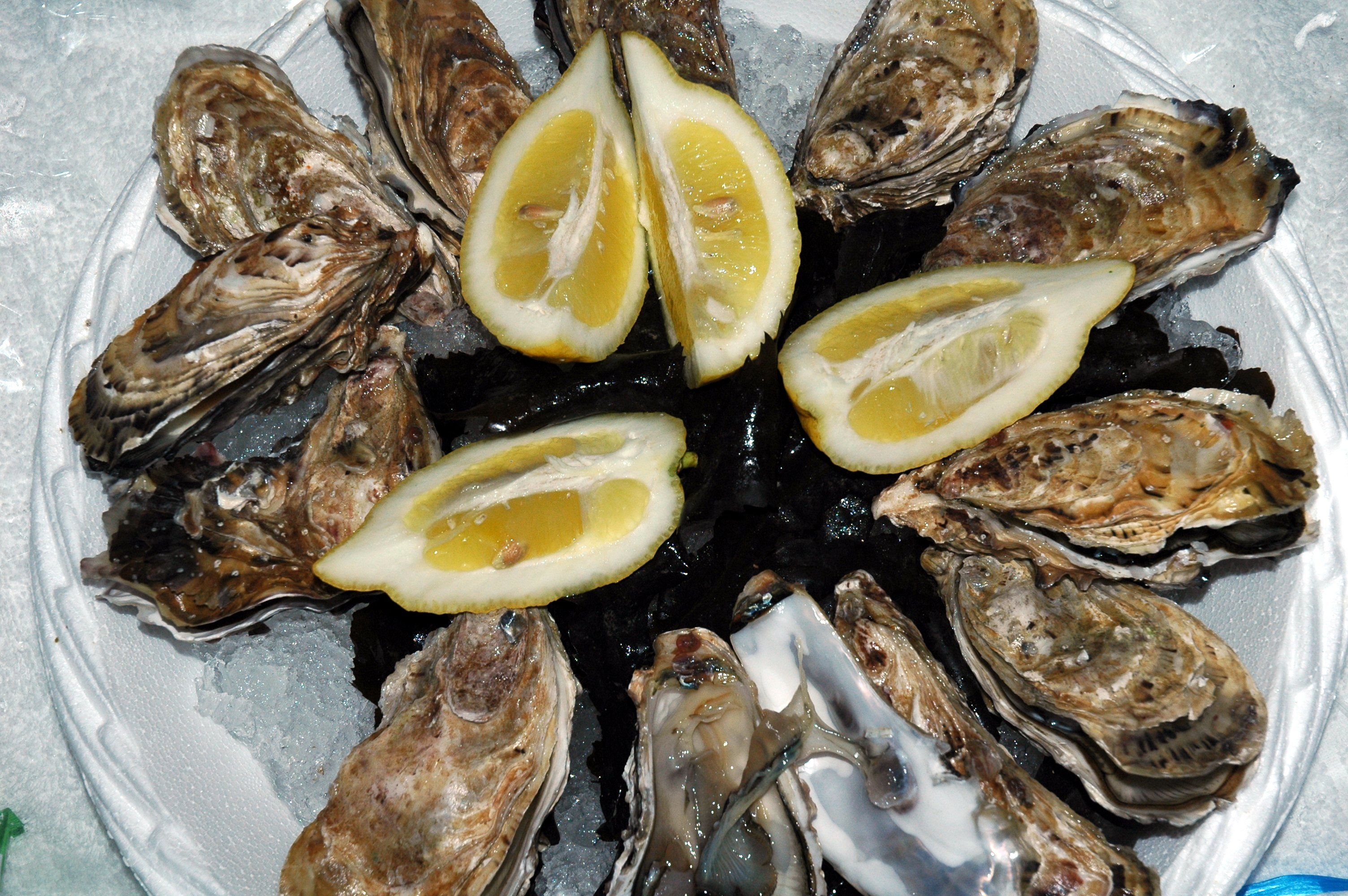
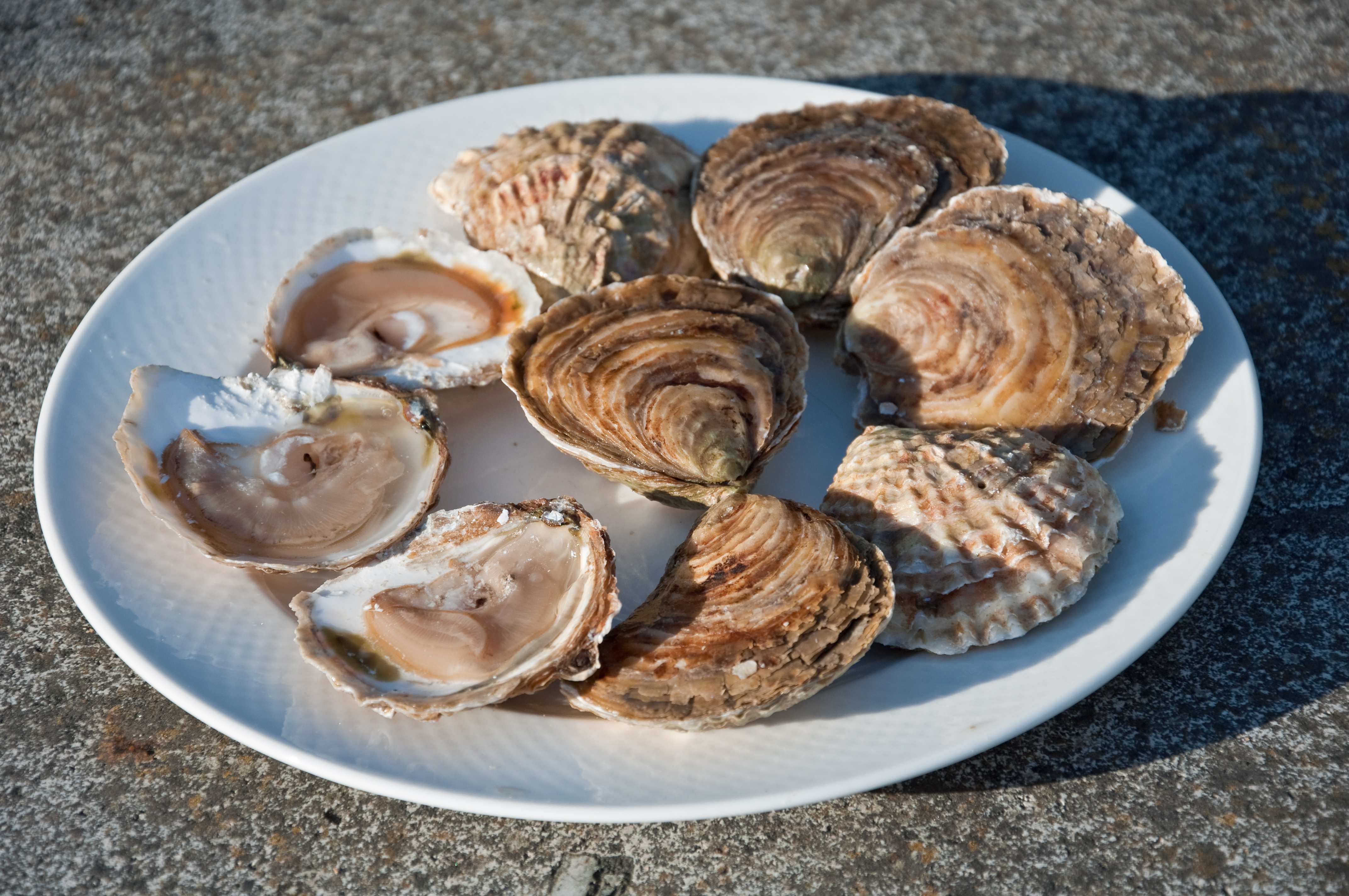

## Népesség
A település népességének változása:
| Lakosok száma | 5019 | 4638 | 4910 | 5285 | 5208 | 5166 | 5121 | 5226 | 5313 | 5554 |
|               | 1968 | 1982 | 1990 | 2006 | 2013 | 2015 | 2017 | 2019 | 2020 | 2022 |